# Матеус Фого
Матеус Гонсалвеш дос Сантос або просто Матеус Фого (порт.-браз. Matheus Gonçalves dos Santos / Matheus Fogo; нар. 18 березня 2003, Дорадус, Мату-Гросу-ду-Сул, Бразилія) — бразильський футболіст, лівий нападник ЮКСА.

## Життєпис
Народився в місті Дорадус, штат Мату-Гросу-ду-Сул. Вихованець клубу «Греміо Новурізонтіно», за яку виступав до 2019 року. Дорослу футбольну кар'єру розпочав в Україні, в ЮКСА. У футболці клубу з Тарасівки дебютував 29 серпня 2021 року в програному (1:4) виїзному поєдинку 14-го туру аматорського чемпіонату України проти «Кудрівки». Матеус вийшов на поле в стартовому складі та відіграв увесь матч. У сезоні 2021/22 років провів 7 матчів в аматорському чемпіонаті України та 1 поєдинок в аматорському кубку України. 
Потім повернувся на батьківщину. У 2022 році виступав за «Крузейру» (Порту-Алегрі) в Лізі Гаушу (5 поєдинків). Також у тому ж році грав за «Імбітубу» в Серії C Ліги Катаріненсе (7 матчів). 2023 рік розпочав в «Уніау Фредерікенсе», у складі якого відзначився 2-ма голами в 9-ти матчах Ліги Гаушу. 
18 березня 2024 року повернувся до ЮКСА, з яким підписав контракт до літа 2027 року. На професіональному рівні дебютував за тарасівський клуб 7 квітня 2024 року в переможному (2:0) виїзному поєдинку 22-го туру Другої ліги України проти «Звягеля». Фого вийшов на поле на 59-й хвилині замість Кирила Ховайка. Першим голом у професійному футболі відзначився 17 квітня 2024 року з пенальті на 76-й хвилині переможного (7:1) виїзного матчу 24-го туру Другої ліги України проти «Кудрівки». Матеус вийшов на поле на 69-й хвилині замість Гоуларта Габріеля.